# Список международных матчей клубов НХЛ
В данном списке представлены матчи проведённые клубами Национальной хоккейной лиги за пределами Северной Америки, а также с клубами из других хоккейных лиг мира.
Первые международные матчи клубы НХЛ провели в 1938 году. Тогда «Детройт Ред Уингз» и «Монреаль Канадиенс» провели между собой серию из девяти матчей, которые прошли в Великобритании и во Франции.
Впервые клубы НХЛ сыграли с представителями другой лиги в сезоне 1975/76, когда в рамках Суперсерии Северную Америку посетили советские команды ЦСКА и «Крылья Советов».
4 октября 1997 года «Анахайм Майти Дакс» и «Ванкувер Кэнакс» провели в Токио матч регулярного чемпионата сезона 1997/98, который стал первым в истории НХЛ официальным матчем за пределами Северной Америки.

## 1938. «Детройт Ред Уингз» против «Монреаль Канадиенс»
Первый в истории выезд команд НХЛ за пределы Северной Америки. «Детройт Ред Уингз» и «Монреаль Канадиенс» провели между собой 9-матчевую серию в Англии и Франции, в которой победу одержал «Монреаль» выиграв 5 матче, проиграв в 3 при одной ничьей (5-3-1).
| Дата      | Город                   | Клуб              | Клуб               | Счёт     |
| --------- | ----------------------- | ----------------- | ------------------ | -------- |
| 21 апреля | Лондон, Великобритания  | Детройт Ред Уингз | Монреаль Канадиенс | 5:4 (OT) |
| 23 апреля | Брайтон, Великобритания | Детройт Ред Уингз | Монреаль Канадиенс | 5:5      |
| 25 апреля | Париж, Франция          | Детройт Ред Уингз | Монреаль Канадиенс | 10:8     |
| 27 апреля | Париж, Франция          | Детройт Ред Уингз | Монреаль Канадиенс | 4:3      |
| 29 апреля | Париж, Франция          | Детройт Ред Уингз | Монреаль Канадиенс | 7:5      |
| 5 мая     | Лондон, Великобритания  | Детройт Ред Уингз | Монреаль Канадиенс | 6:3      |
| 7 мая     | Брайтон, Великобритания | Детройт Ред Уингз | Монреаль Канадиенс | 10:5     |
| 10 мая    | Лондон, Великобритания  | Детройт Ред Уингз | Монреаль Канадиенс | 5:4      |
| 14 мая    | Брайтон, Великобритания | Детройт Ред Уингз | Монреаль Канадиенс | 5:2      |

## 1959. «Бостон Брюинз» против «Нью-Йорк Рейнджерс»
«Бостон Брюинз» и «Нью-Йорк Рейнджерс» провели серию из 23 матчей, в которой сильнее оказались «Рейнджерс» со счётом 11-9-3. Матчи проходили в Великобритании, Швейцарии, Бельгии, Франции, Западной Германии и Австрии.
| Дата      | Город                  | Клуб          | Клуб               | Счёт |
| --------- | ---------------------- | ------------- | ------------------ | ---- |
| 29 апреля | Лондон, Великобритания | Бостон Брюинз | Нью-Йорк Рейнджерс | 7:5  |
| 30 апреля | Лондон, Великобритания | Бостон Брюинз | Нью-Йорк Рейнджерс | 4:3  |
| 2 мая     | Женева, Швейцария      | Бостон Брюинз | Нью-Йорк Рейнджерс | 4:3  |
| 3 мая     | Женева, Швейцария      | Бостон Брюинз | Нью-Йорк Рейнджерс | 12:4 |
| 4 мая     | Париж, Франция         | Бостон Брюинз | Нью-Йорк Рейнджерс | 6:2  |
| 5 мая     | Париж, Франция         | Бостон Брюинз | Нью-Йорк Рейнджерс | 6:4  |
| 6 мая     | Антверпен, Бельгия     | Бостон Брюинз | Нью-Йорк Рейнджерс | 6:3  |
| 7 мая     | Антверпен, Бельгия     | Бостон Брюинз | Нью-Йорк Рейнджерс | 6:3  |
| 8 мая     | Антверпен, Бельгия     | Бостон Брюинз | Нью-Йорк Рейнджерс | 8:4  |
| 9 мая     | Цюрих, Швейцария       | Бостон Брюинз | Нью-Йорк Рейнджерс | 7:6  |
| 10 мая    | Цюрих, Швейцария       | Бостон Брюинз | Нью-Йорк Рейнджерс | 4:2  |
| 12 мая    | Дортмунд, ФРГ          | Бостон Брюинз | Нью-Йорк Рейнджерс | 4:2  |
| 13 мая    | Дортмунд, ФРГ          | Бостон Брюинз | Нью-Йорк Рейнджерс | 6:4  |
| 14 мая    | Эссен, ФРГ             | Бостон Брюинз | Нью-Йорк Рейнджерс | 6:4  |
| 15 мая    | Эссен, ФРГ             | Бостон Брюинз | Нью-Йорк Рейнджерс | 4:3  |
| 16 мая    | Крефельд, ФРГ          | Бостон Брюинз | Нью-Йорк Рейнджерс | 8:0  |
| 17 мая    | Крефельд, ФРГ          | Бостон Брюинз | Нью-Йорк Рейнджерс | 7:2  |
| 19 мая    | Берлин, ФРГ            | Бостон Брюинз | Нью-Йорк Рейнджерс | 6:6  |
| 20 мая    | Берлин, ФРГ            | Бостон Брюинз | Нью-Йорк Рейнджерс | 3:2  |
| 21 мая    | Берлин, ФРГ            | Бостон Брюинз | Нью-Йорк Рейнджерс | 8:2  |
| 22 мая    | Вена, Австрия          | Бостон Брюинз | Нью-Йорк Рейнджерс | 2:2  |
| 23 мая    | Вена, Австрия          | Бостон Брюинз | Нью-Йорк Рейнджерс | 5:3  |
| 24 мая    | Вена, Австрия          | Бостон Брюинз | Нью-Йорк Рейнджерс | 4:4  |

## 1975/76. Суперсерия
В конце 1975 — начале 1976 Северную Америку посетили клубы из СССР московские ЦСКА и «Крылья Советов», которые провели с клубами НХЛ по 4 матча. ЦСКА выиграл свою серию со счётом 2-1-1, а «Крылья Советов» со счётом 3-1-0.
| Дата            | Город            | Клуб           | Клуб                | Счёт |
| --------------- | ---------------- | -------------- | ------------------- | ---- |
| 28 декабря 1975 | Нью-Йорк, США    | ЦСКА Москва    | Нью-Йорк Рейнджерс  | 7:3  |
| 29 декабря 1975 | Питтсбург, США   | Крылья Советов | Питтсбург Пингвинз  | 7:4  |
| 31 декабря 1975 | Монреаль, Канада | ЦСКА Москва    | Монреаль Канадиенс  | 3:3  |
| 4 января 1976   | Буффало, США     | Крылья Советов | Баффало Сейбрз      | 6:12 |
| 7 января 1976   | Чикаго, США      | Крылья Советов | Чикаго Блэк Хокс    | 4:2  |
| 8 января 1976   | Бостон, США      | ЦСКА Москва    | Бостон Брюинз       | 5:2  |
| 10 января 1976  | Юниондейл, США   | Крылья Советов | Нью-Йорк Айлендерс  | 2:1  |
| 11 января 1976  | Филадельфия, США | ЦСКА Москва    | Филадельфия Флайерз | 1:4  |

## 1976. «Канзас-Сити Скаутс» против «Вашингтон Кэпиталз»
«Канзас-Сити Скаутс» и «Вашингтон Кэпиталз» провели серию из четырёх матчей в Японии, в которой победу одержал «Вашингтон» 3-1-0.
| Дата      | Город           | Клуб               | Клуб               | Счёт |
| --------- | --------------- | ------------------ | ------------------ | ---- |
| 14 апреля | Саппоро, Япония | Канзас-Сити Скаутс | Вашингтон Кэпиталз | 2:5  |
| 15 апреля | Саппоро, Япония | Канзас-Сити Скаутс | Вашингтон Кэпиталз | 2:6  |
| 17 апреля | Токио, Япония   | Канзас-Сити Скаутс | Вашингтон Кэпиталз | 2:6  |
| 18 апреля | Токио, Япония   | Канзас-Сити Скаутс | Вашингтон Кэпиталз | 4:2  |

## 1977/78. Турне чехословацких клубов и Суперсерия
С декабря 1977 по январь 1978 года два чехословацких клуба («Польди Кладно» и «Тесла Пардубице») и один советский («Спартак Москва») провели серию матчей против клубов НХЛ. «Кладно» выиграл серию со счётом 2-1-1, «Пардубице» проиграл со счётом 1-3-0, а «Спартак» победил в серии 3-2-0.
| Дата            | Город            | Клуб            | Клуб                 | Счёт |
| --------------- | ---------------- | --------------- | -------------------- | ---- |
| 26 декабря 1977 | Нью-Йорк, США    | Польди Кладно   | Нью-Йорк Рейнджерс   | 4:4  |
| 26 декабря 1977 | Филадельфия, США | Тесла Пардубице | Филадельфия Флайерз  | 1:6  |
| 28 декабря 1977 | Ванкувер, Канада | Спартак Москва  | Ванкувер Кэнакс      | 0:2  |
| 31 декабря 1977 | Чикаго, США      | Польди Кладно   | Чикаго Блэк Хокс     | 6:4  |
| 31 декабря 1977 | Блумингтон, США  | Тесла Пардубице | Миннесота Норт Старз | 4:2  |
| 2 января 1978   | Торонто, Канада  | Польди Кладно   | Торонто Мейпл Лифс   | 8:5  |
| 2 января 1978   | Детройт, США     | Тесла Пардубице | Детройт Ред Уингз    | 4:5  |
| 3 января 1978   | Денвер, США      | Спартак Москва  | Колорадо Рокиз       | 8:3  |
| 4 января 1978   | Ричфилд, США     | Польди Кладно   | Кливленд Баронз      | 3:4  |
| 4 января 1978   | Юниондейл, США   | Тесла Пардубице | Нью-Йорк Айлендерс   | 3:8  |
| 5 января 1978   | Сент-Луис, США   | Спартак Москва  | Сент-Луис Блюз       | 2:1  |
| 6 января 1978   | Монреаль, Канада | Спартак Москва  | Монреаль Канадиенс   | 2:5  |
| 8 января 1978   | Атланта, США     | Спартак Москва  | Атланта Флэймз       | 2:1  |

## 1978/79. Суперсерия
В суперсерии 1979 «Крылья Советов» одержали две победы, потерпели одно поражение и ещё в одном матче была зафиксирована ничья.
| Дата            | Город            | Клуб           | Клуб                 | Счёт |
| --------------- | ---------------- | -------------- | -------------------- | ---- |
| 31 декабря 1978 | Блумингтон, США  | Крылья Советов | Миннесота Норт Старз | 8:5  |
| 2 января 1979   | Филадельфия, США | Крылья Советов | Филадельфия Флайерз  | 4:4  |
| 4 января 1979   | Детройт, США     | Крылья Советов | Детройт Ред Уингз    | 5:6  |
| 9 января 1979   | Бостон, США      | Крылья Советов | Бостон Брюинз        | 8:3  |

## 1979/80. Суперсерия
В турне советских клубов по Северной Америки приняли участие две московский команды, ЦСКА и «Динамо». Армейцы одержали три победы при двух поражениях, а «Динамо» закончило серию со счётом 2-2-0.
| Дата            | Город            | Клуб          | Клуб               | Счёт |
| --------------- | ---------------- | ------------- | ------------------ | ---- |
| 26 декабря 1979 | Ванкувер, Канада | Динамо Москва | Ванкувер Кэнакс    | 2:6  |
| 27 декабря 1979 | Нью-Йорк, США    | ЦСКА Москва   | Нью-Йорк Рейнджерс | 5:2  |
| 29 декабря 1979 | Юниондейл, США   | ЦСКА Москва   | Нью-Йорк Айлендерс | 3:2  |
| 31 декабря 1979 | Монреаль, Канада | ЦСКА Москва   | Монреаль Канадиенс | 2:4  |
| 2 января 1980   | Виннипег, Канада | Динамо Москва | Виннипег Джетс     | 7:0  |
| 3 января 1980   | Буффало, США     | ЦСКА Москва   | Баффало Сейбрз     | 1:6  |
| 4 января 1980   | Эдмонтон, Канада | Динамо Москва | Эдмонтон Ойлерз    | 4:1  |
| 6 января 1978   | Квебек, Канада   | ЦСКА Москва   | Квебек Нордикс     | 6:4  |
| 8 января 1978   | Лэндовер, США    | Динамо Москва | Вашингтон Кэпиталз | 5:5  |

## 1980. Матчи в Швеции
«Вашингтон Кэпиталз» и «Миннесота Норд Старз» провели по два матча со шведскими командами, во всех из них одержали победы клубы НХЛ.
| Дата        | Город             | Клуб                 | Клуб                 | Счёт      |
| ----------- | ----------------- | -------------------- | -------------------- | --------- |
| 22 сентября | Стокгольм, Швеция | Вашингтон Кэпиталз   | Миннесота Норд Старз | 4:3 (2OT) |
| 23 сентября | Стокгольм, Швеция | Миннесота Норд Старз | Юргорден             | 8:0       |
| 24 сентября | Стокгольм, Швеция | Вашингтон Кэпиталз   | АИК                  | 2:1       |
| 25 сентября | Стокгольм, Швеция | Миннесота Норд Старз | АИК                  | 4:3       |
| 26 сентября | Стокгольм, Швеция | Вашингтон Кэпиталз   | Юргорден             | 3:2       |

## 1981. Матчи в Швеции и Финляндии
«Нью-Йорк Рейнджерс» и «Вашингтон Кэпиталз» провели матчи с финскими и шведскими клубами. «Нью-Йорк Рейнджерс» завершил свою серию со счётом 4-1-0, а «Вашингтон Кэпиталз» 2-3-0.
| Дата        | Город                | Клуб               | Клуб               | Счёт |
| ----------- | -------------------- | ------------------ | ------------------ | ---- |
| 17 сентября | Хельсинки, Финляндия | Нью-Йорк Рейнджерс | ХИФК               | 1:4  |
| 17 сентября | Готенбург, Швеция    | Вашингтон Кэпиталз | Фрёлунда           | 4:7  |
| 18 сентября | Стокгольм, Швеция    | Вашингтон Кэпиталз | АИК                | 1:6  |
| 18 сентября | Стокгольм, Швеция    | Нью-Йорк Рейнджерс | Юргорден           | 5:1  |
| 20 сентября | Стокгольм, Швеция    | Нью-Йорк Рейнджерс | Вашингтон Кэпиталз | 4:1  |
| 22 сентября | Стокгольм, Швеция    | Вашингтон Кэпиталз | Юргорден           | 5:2  |
| 22 сентября | Готенбург, Швеция    | Нью-Йорк Рейнджерс | Фрёлунда           | 7:1  |
| 23 сентября | Стокгольм, Швеция    | Нью-Йорк Рейнджерс | АИК                | 4:1  |
| 24 сентября | Оулу, Финляндия      | Вашингтон Кэпиталз | Кярпят             | 5:3  |

## 1982/83. Суперсерия
В конце 1982 — начале 1983 годов сборная СССР провела 6-матчевую серию с клубами НХЛ, в которой одержала победу со счётом 4-2-0.
| Дата            | Город            | Клуб                | Клуб                 | Счёт |
| --------------- | ---------------- | ------------------- | -------------------- | ---- |
| 28 декабря 1982 | Эдмонтон, Канада | Сборная клубов СССР | Эдмонтон Ойлерз      | 3:4  |
| 30 декабря 1982 | Квебек, Канада   | Сборная клубов СССР | Квебек Нордикс       | 3:0  |
| 31 декабря 1982 | Монреаль, Канада | Сборная клубов СССР | Монреаль Канадиенс   | 5:0  |
| 2 января 1983   | Калгари, Канада  | Сборная клубов СССР | Калгари Флэймз       | 2:3  |
| 4 января 1983   | Блумингтон, США  | Сборная клубов СССР | Миннесота Норт Старз | 6:3  |
| 6 января 1983   | Филадельфия, США | Сборная клубов СССР | Филадельфия Флайерз  | 5:1  |

## 1985/86. Суперсерия
В суперсерии 1986 ЦСКА одержал победу со счётом 5-1-0, а московское «Динамо» выиграло со счётом 2-1-1.
| Дата            | Город            | Клуб          | Клуб                 | Счёт     |
| --------------- | ---------------- | ------------- | -------------------- | -------- |
| 26 декабря 1985 | Инглвуд, США     | ЦСКА Москва   | Лос-Анджелес Кингз   | 5:2      |
| 27 декабря 1985 | Эдмонтон, Канада | ЦСКА Москва   | Эдмонтон Ойлерз      | 6:3      |
| 29 декабря 1985 | Квебек, Канада   | ЦСКА Москва   | Квебек Нордикс       | 1:5      |
| 29 декабря 1985 | Калгари, Канада  | Динамо Москва | Калгари Флэймз       | 3:4      |
| 31 декабря 1985 | Монреаль, Канада | ЦСКА Москва   | Монреаль Канадиенс   | 6:1      |
| 2 января 1986   | Сент-Луис, США   | ЦСКА Москва   | Сент-Луис Блюз       | 4:2      |
| 4 января 1986   | Блумингтон, США  | ЦСКА Москва   | Миннесота Норт Старз | 4:3 (ОТ) |
| 4 января 1986   | Питтсбург, США   | Динамо Москва | Питтсбург Пингвинз   | 3:3      |
| 6 января 1980   | Бостон, США      | Динамо Москва | Бостон Брюинз        | 6:4      |
| 8 января 1980   | Буффало, США     | Динамо Москва | Баффало Сейбрз       | 7:4      |

## 1988/89. Суперсерия
Московский ЦСКА и рижское «Динамо» принимали участие в суперсерии 1989. ЦСКА закончил серию со счётом 4-2-1, а «Динамо» 2-4-1.
| Дата            | Город              | Клуб        | Клуб                 | Счёт     |
| --------------- | ------------------ | ----------- | -------------------- | -------- |
| 26 декабря 1988 | Квебек, Канада     | ЦСКА Москва | Квебек Нордикс       | 5:5      |
| 27 декабря 1988 | Калгари, Канада    | Динамо Рига | Калгари Флэймз       | 2:2      |
| 28 декабря 1988 | Эдмонтон, Канада   | Динамо Рига | Эдмонтон Ойлерз      | 1:2      |
| 29 декабря 1988 | Юниондейл, США     | ЦСКА Москва | Нью-Йорк Айлендерс   | 3:2      |
| 30 декабря 1988 | Ванкувер, Канада   | Динамо Рига | Ванкувер Кэнакс      | 1:6      |
| 31 декабря 1988 | Бостон, США        | ЦСКА Москва | Бостон Брюинз        | 5:4      |
| 31 декабря 1988 | Инглвуд, США       | Динамо Рига | Лос-Анджелес Кингз   | 5:3      |
| 2 января 1989   | Ист-Ратерфорд, США | ЦСКА Москва | Нью-Джерси Девилз    | 5:0      |
| 4 января 1989   | Питтсбург, США     | ЦСКА Москва | Питтсбург Пингвинз   | 2:4      |
| 4 января 1989   | Чикаго, США        | Динамо Рига | Чикаго Блэкхокс      | 1:4      |
| 5 января 1989   | Сент-Луис, США     | Динамо Рига | Сент-Луис Блюз       | 0:5      |
| 7 января 1989   | Блумингтон, США    | Динамо Рига | Миннесота Норт Старз | 2:1      |
| 7 января 1989   | Хартфорд, США      | ЦСКА Москва | Хартфорд Уэйлерс     | 6:3      |
| 9 января 1989   | Буффало, США       | ЦСКА Москва | Баффало Сейбрз       | 5:6 (ОТ) |

## 1989. Матчи в Европе
В сентябре 1989 года «Калгари Флэймз» и «Вашингтон Кэпиталз» совершили турне по СССР, где сыграли 8 матчей против советских команд. «Вашингтон Кэпиталз» выиграл серию со сётом 3-1-0, а «Калгари Флэймз» со счётом 2-1-0. Также перед суперсерией «Калгари Флэймз» провёл два матча в Праге, проиграв оба сборной Чехословакии, а «Вашингтон Кэпиталз» обменялся победами в двух матчах в Швеции с местными клубами.
| Дата        | Город               | Клуб               | Клуб           | Счёт     |
| ----------- | ------------------- | ------------------ | -------------- | -------- |
| 10 сентября | Прага, Чехословакия | Калгари Флэймз     | Чехословакия   | 2:4      |
| 11 сентября | Прага, Чехословакия | Калгари Флэймз     | Чехословакия   | 1:4      |
| 12 сентября | Карлстад, Швеция    | Вашингтон Кэпиталз | Ферьестад      | 4:7      |
| 13 сентября | Евле, Швеция        | Вашингтон Кэпиталз | Брюнес         | 3:1      |
| 14 сентября | Воскресенск, СССР   | Калгари Флэймз     | Химик          | 4:2      |
| 15 сентября | Москва, СССР        | Вашингтон Кэпиталз | Спартак Москва | 8:7 (ОТ) |
| 16 сентября | Киев, СССР          | Калгари Флэймз     | Сокол Киев     | 5:2      |
| 17 сентября | Москва, СССР        | Вашингтон Кэпиталз | Динамо Москва  | 2:7      |
| 18 сентября | Москва, СССР        | Калгари Флэймз     | Крылья Советов | 3:2 (ОТ) |
| 19 сентября | Рига, СССР          | Вашингтон Кэпиталз | Динамо Рига    | 2:1 (ОТ) |
| 20 сентября | Москва, СССР        | Калгари Флэймз     | ЦСКА Москва    | 1:2      |
| 21 сентября | Ленинград, СССР     | Вашингтон Кэпиталз | СКА            | 5:4      |

## 1989/90. Суперсерия
В суперсерии 1990 приняли участие 4 советских клуба, московские ЦСКА, «Динамо», «Крылья Советов» и воскресенский «Химик». «Химик» в шести матчах одержал 3 победы и потерпел 3 поражения. «Крылья Советов» завершили серию со счётом 1-3-1, «Динамо» 3-2-0, ЦСКА 4-1-0.
| Дата            | Город              | Клуб           | Клуб                 | Счёт     |
| --------------- | ------------------ | -------------- | -------------------- | -------- |
| 4 декабря 1989  | Инглвуд, США       | Химик          | Лос-Анджелес Кингз   | 6:3      |
| 6 декабря 1989  | Эдмонтон, Канада   | Химик          | Эдмонтон Ойлерз      | 2:6      |
| 8 декабря 1989  | Калгари, Канада    | Химик          | Калгари Флэймз       | 3:6      |
| 11 декабря 1989 | Детройт, США       | Химик          | Детройт Ред Уингз    | 4:2      |
| 12 декабря 1989 | Лэндовер, США      | Химик          | Вашингтон Кэпиталз   | 2:5      |
| 14 декабря 1989 | Сент-Луис, США     | Химик          | Сент-Луис Блюз       | 6:3      |
| 26 декабря 1989 | Юниондейл, США     | Крылья Советов | Нью-Йорк Айлендерс   | 4:5      |
| 27 декабря 1989 | Хартфорд, США      | Крылья Советов | Хартфорд Уэйлерс     | 3:4 (ОТ) |
| 27 декабря 1989 | Виннипег, Канада   | ЦСКА Москва    | Виннипег Джетс       | 1:4      |
| 29 декабря 1989 | Питтсбург, США     | Динамо Москва  | Питтсбург Пингвинз   | 5:2      |
| 29 декабря 1989 | Ванкувер, Канада   | ЦСКА Москва    | Ванкувер Кэнакс      | 6:0      |
| 31 декабря 1989 | Квебек, Канада     | Крылья Советов | Квебек Нордикс       | 4:4      |
| 31 декабря 1989 | Торонто, Канада    | Динамо Москва  | Торонто Мейпл Лифс   | 7:4      |
| 1 января 1990   | Нью-Йорк, США      | Крылья Советов | Нью-Йорк Рейнджерс   | 3:1      |
| 2 января 1990   | Блумингтон, США    | ЦСКА Москва    | Миннесота Норт Старз | 4:2      |
| 3 января 1990   | Монреаль, Канада   | Крылья Советов | Монреаль Канадиенс   | 1:2      |
| 3 января 1990   | Буффало, США       | Динамо Москва  | Баффало Сейбрз       | 2:4      |
| 6 января 1990   | Ист-Ратерфорд, США | Динамо Москва  | Нью-Джерси Девилз    | 1:7      |
| 7 января 1990   | Чикаго, США        | ЦСКА Москва    | Чикаго Блэкхокс      | 6:4      |
| 9 января 1990   | Филадельфия, США   | ЦСКА Москва    | Филадельфия Флайерз  | 5:4      |
| 9 января 1990   | Бостон, США        | Динамо Москва  | Бостон Брюинз        | 3:1      |

## 1990. Матчи в Европе
«Сент-Луис Блюз» и «Эдмонтон Ойлерз» провели матчи с клубами Австрии и Западной Германии, победив во всех. «Монреаль Канадиенс» и «Миннесота Норт Старз» сыграли с клубами СССР в рамках суперсерии 1990. «Монреаль Канадиенс» выиграл в двух матчах и в двух проиграл. «Миннесота Норт Старз» одержала одну победу и трижды проиграла.
| Дата        | Город             | Клуб                 | Клуб                  | Счёт     |
| ----------- | ----------------- | -------------------- | --------------------- | -------- |
| 6 сентября  | Дюссельдорф, ФРГ  | Сент-Луис Блюз       | Дюссельдорф           | 3:1      |
| 7 сентября  | Дюссельдорф, ФРГ  | Эдмонтон Ойлерз      | Дюссельдорф           | 2:0      |
| 8 сентября  | Дюссельдорф, ФРГ  | Сент-Луис Блюз       | Эдмонтон Ойлерз       | 10:1     |
| 10 сентября | Стокгольм, Швеция | Монреаль Канадиенс   | АИК                   | 7:1      |
| 12 сентября | Ленинград, СССР   | Монреаль Канадиенс   | СКА/Торпедо Ярославль | 5:3      |
| 13 сентября | Москва, СССР      | Миннесота Норт Старз | Спартак Москва        | 5:8      |
| 14 сентября | Грац, Австрия     | Эдмонтон Ойлерз      | Грац                  | 12:3     |
| 14 сентября | Рига, СССР        | Монреаль Канадиенс   | Динамо Рига           | 4:2      |
| 15 сентября | Москва, СССР      | Миннесота Норт Старз | Крылья Советов        | 2:3 (ОТ) |
| 16 сентября | Москва, СССР      | Монреаль Канадиенс   | Динамо Москва         | 1:4      |
| 17 сентября | Воскресенск, СССР | Миннесота Норт Старз | Химик                 | 3:2      |
| 18 сентября | Москва, СССР      | Монреаль Канадиенс   | ЦСКА Москва           | 2:3 (ОТ) |
| 19 сентября | Киев, СССР        | Миннесота Норт Старз | Сокол Киев            | 0:5      |

## 1990/91. Суперсерия
В конце 1990 — начале 1991 года три клуба из СССР («Химик», «Динамо» Москва, ЦСКА) провели серию из 21 матча против клубов НХЛ. По итогам серии советские команды одержали общую победу со счётом 12-6-3 («Химик» 3-3-1, «Динамо» 3-2-2, ЦСКА 6-1-0). Данная серия стала последней встречей между клубами НХЛ и СССР.
| Дата            | Город              | Клуб          | Клуб                 | Счёт      |
| --------------- | ------------------ | ------------- | -------------------- | --------- |
| 3 декабря 1990  | Инглвуд, США       | Химик         | Лос-Анджелес Кингз   | 1:5       |
| 5 декабря 1990  | Сент-Луис, США     | Химик         | Сент-Луис Блюз       | 2:4       |
| 8 декабря 1990  | Юниондейл, США     | Химик         | Нью-Йорк Айлендерс   | 2:2       |
| 10 декабря 1990 | Монреаль, Канада   | Химик         | Монреаль Канадиенс   | 6:3       |
| 12 декабря 1990 | Буффало, США       | Химик         | Баффало Сейбрз       | 5:4 (5:4) |
| 16 декабря 1990 | Бостон, США        | Химик         | Бостон Брюинз        | 5:2       |
| 18 декабря 1990 | Блумингтон, США    | Химик         | Миннесота Норт Старз | 4:6       |
| 26 декабря 1990 | Детройт, США       | ЦСКА Москва   | Детройт Ред Уингз    | 5:2       |
| 31 декабря 1990 | Нью-Йорк, США      | ЦСКА Москва   | Нью-Йорк Рейнджерс   | 6:1       |
| 1 января 1991   | Торонто, Канада    | Динамо Москва | Торонто Мейпл Лифс   | 4:7       |
| 1 января 1991   | Чикаго, США        | ЦСКА Москва   | Чикаго Блэкхокс      | 4:2       |
| 3 января 1991   | Хартфорд, США      | Динамо Москва | Хартфорд Уэйлерс     | 0:0       |
| 4 января 1991   | Калгари, Канада    | ЦСКА Москва   | Калгари Флэймз       | 6:4       |
| 6 января 1991   | Ист-Ратерфорд, США | Динамо Москва | Нью-Джерси Девилз    | 2:2       |
| 6 января 1991   | Эдмонтон, Канада   | ЦСКА Москва   | Эдмонтон Ойлерз      | 2:4       |
| 8 января 1991   | Лэндовер, США      | Динамо Москва | Вашингтон Кэпиталз   | 2:3       |
| 9 января 1991   | Виннипег, Канада   | ЦСКА Москва   | Виннипег Джетс       | 6:4       |
| 10 января 1991  | Филадельфия, США   | Динамо Москва | Филадельфия Флайерз  | 4:1       |
| 12 января 1991  | Питтсбург, США     | Динамо Москва | Питтсбург Пингвинз   | 4:3       |
| 13 января 1991  | Ванкувер, Канада   | ЦСКА Москва   | Ванкувер Кэнакс      | 4:3 (ОТ)  |
| 15 января 1991  | Квебек, Канада     | Динамо Москва | Квебек Нордикс       | 4:1       |

## 1992. «Чикаго Блэкхокс» против «Монреаль Канадиенс»
| Дата        | Город                  | Клуб            | Клуб               | Счёт     |
| ----------- | ---------------------- | --------------- | ------------------ | -------- |
| 12 сентября | Лондон, Великобритания | Чикаго Блэкхокс | Монреаль Канадиенс | 2:3      |
| 13 сентября | Лондон, Великобритания | Чикаго Блэкхокс | Монреаль Канадиенс | 5:4 (ОТ) |

## 1993. «Нью-Йорк Рейнджерс» против «Торонто Мейпл Лифс»
| Дата        | Город                  | Клуб               | Клуб               | Счёт |
| ----------- | ---------------------- | ------------------ | ------------------ | ---- |
| 11 сентября | Лондон, Великобритания | Нью-Йорк Рейнджерс | Торонто Мейпл Лифс | 5:3  |
| 12 сентября | Лондон, Великобритания | Нью-Йорк Рейнджерс | Торонто Мейпл Лифс | 3:1  |

## 1994. Матчи в Финляндии
| Дата        | Город                | Клуб           | Клуб    | Счёт |
| ----------- | -------------------- | -------------- | ------- | ---- |
| 9 сентября  | Хельсинки, Финляндия | Виннипег Джетс | Таппара | 8:2  |
| 11 сентября | Хельсинки, Финляндия | Виннипег Джетс | ХИФК    | 5:3  |

## 1997. Game ONe
В сезоне 1997/98 клубы «Анахайм Майти Дакс» и «Ванкувер Кэнакс» провели между собой стартовые матчи регулярного чемпионата в Токио. Данные игры стали первыми в истории официальными матчами НХЛ за пределами США и Канады.
| Дата      | Город         | Клуб               | Клуб            | Счёт |
| --------- | ------------- | ------------------ | --------------- | ---- |
| 4 октября | Токио, Япония | Анахайм Майти Дакс | Ванкувер Кэнакс | 2:3  |
| 5 октября | Токио, Япония | Анахайм Майти Дакс | Ванкувер Кэнакс | 3:2  |

## 1998. Матчи в Австрии и Game ONe
| Дата        | Город               | Клуб               | Клуб           | Счёт |
| ----------- | ------------------- | ------------------ | -------------- | ---- |
| 15 сентября | Клагенфурт, Австрия | Тампа-Бэй Лайтнинг | Фельдкирх      | 4:1  |
| 16 сентября | Клагенфурт, Австрия | Баффало Сейбрз     | Клагенфурт     | 5:1  |
| 18 сентября | Иннсбрук, Австрия   | Тампа-Бэй Лайтнинг | Баффало Сейбрз | 5:1  |
| 9 октября   | Токио, Япония       | Сан-Хосе Шаркс     | Калгари Флэймз | 3:3  |
| 10 октября  | Токио, Япония       | Калгари Флэймз     | Сан-Хосе Шаркс | 5:3  |

## 2000. NHL Challenge и Game ONe
| Дата        | Город             | Клуб               | Клуб               | Счёт     |
| ----------- | ----------------- | ------------------ | ------------------ | -------- |
| 13 сентября | Стокгольм, Швеция | Ванкувер Кэнакс    | МОДО               | 5:2      |
| 15 сентября | Стокгольм, Швеция | Ванкувер Кэнакс    | Юргорден           | 2:1 (ОТ) |
| 7 октября   | Сайтама, Япония   | Нэшвилл Предаторз  | Питтсбург Пингвинз | 3:1      |
| 8 октября   | Сайтама, Япония   | Питтсбург Пингвинз | Нэшвилл Предаторз  | 3:1      |

## 2001. NHL Challenge
| Дата        | Город             | Клуб             | Клуб   | Счёт |
| ----------- | ----------------- | ---------------- | ------ | ---- |
| 16 сентября | Стокгольм, Швеция | Колорадо Эвеланш | Брюнес | 5:3  |

## 2003. NHL Challenge
| Дата        | Город                | Клуб               | Клуб      | Счёт |
| ----------- | -------------------- | ------------------ | --------- | ---- |
| 16 сентября | Хельсинки, Финляндия | Торонто Мейпл Лифс | Йокерит   | 5:3  |
| 18 сентября | Стокгольм, Швеция    | Торонто Мейпл Лифс | Юргорден  | 9:2  |
| 19 сентября | Стокгольм, Швеция    | Торонто Мейпл Лифс | Ферьестад | 3:0  |

## 2006. «Флорида Пантерз» против «Нью-Йорк Рейнджерс»
| Дата        | Город                 | Клуб            | Клуб               | Счёт |
| ----------- | --------------------- | --------------- | ------------------ | ---- |
| 23 сентября | Сан-Хуан, Пуэрто-Рико | Флорида Пантерз | Нью-Йорк Рейнджерс | 2:3  |

## 2007. NHL Premiere

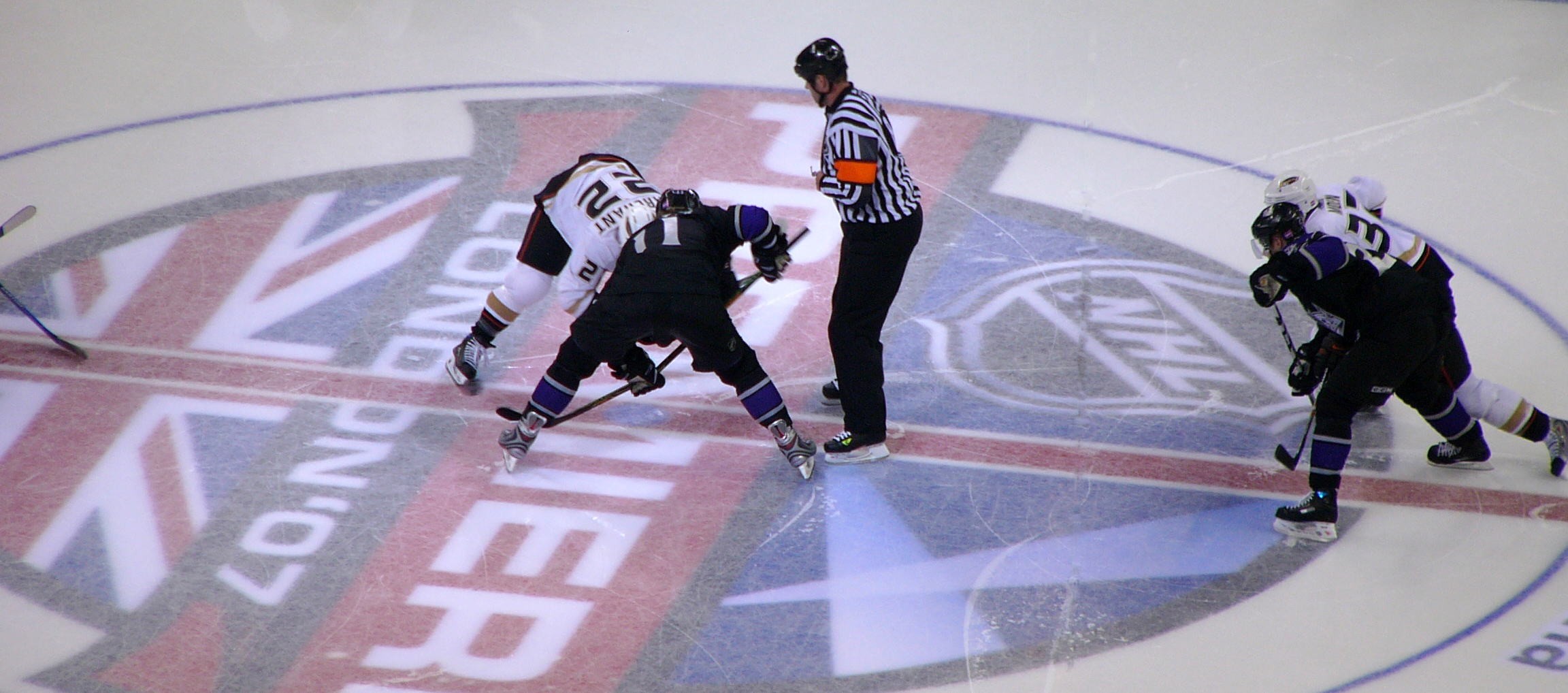
Матч между «Лос-Анджелес Кингз» и «Анахайм Дакс» в Лондоне

«Лос-Анджелес Кингз» и действующий обладатель Кубка Стэнли «Анахайм Дакс» начали сезон 2007/08 с двух матчей между собой в Лондоне, которые стали первыми официальными матчами команд НХЛ в Европе.
| Дата        | Город                  | Клуб               | Клуб               | Счёт |
| ----------- | ---------------------- | ------------------ | ------------------ | ---- |
| 25 сентября | Зальцбург, Австрия     | Лос-Анджелес Кингз | Ред Булл Зальцбург | 5:3  |
| 26 сентября | Зальцбург, Австрия     | Лос-Анджелес Кингз | Ферьестад          | 3:2  |
| 29 сентября | Лондон, Великобритания | Анахайм Дакс       | Лос-Анджелес Кингз | 1:4  |
| 30 сентября | Лондон, Великобритания | Лос-Анджелес Кингз | Анахайм Дакс       | 1:4  |

## 2008. NHL Premiere
| Дата        | Город                | Клуб               | Клуб                   | Счёт     |
| ----------- | -------------------- | ------------------ | ---------------------- | -------- |
| 28 сентября | Берлин, Германия     | Тампа-Бэй Лайтнинг | Айсберен Берлин        | 4:1      |
| 30 сентября | Берн, Швейцария      | Нью-Йорк Рейнджерс | Берн                   | 8:1      |
| 30 сентября | Братислава, Словакия | Тампа-Бэй Лайтнинг | Слован Братислава      | 3:2 (Б)  |
| 1 октября   | Берн, Швейцария      | Нью-Йорк Рейнджерс | Металлург Магнитогорск | 4:3      |
| 2 октября   | Хельсинки, Финляндия | Питтсбург Пингвинз | Йокерит                | 4:1      |
| 2 октября   | Готенбург, Швеция    | Оттава Сенаторз    | Фрёлунда               | 4:1      |
| 4 октября   | Прага, Чехия         | Нью-Йорк Рейнджерс | Тампа-Бэй Лайтнинг     | 2:1      |
| 4 октября   | Стокгольм, Швеция    | Оттава Сенаторз    | Питтсбург Пингвинз     | 3:4 (ОТ) |
| 5 октября   | Прага, Чехия         | Тампа-Бэй Лайтнинг | Нью-Йорк Рейнджерс     | 1:2      |
| 5 октября   | Стокгольм, Швеция    | Питтсбург Пингвинз | Оттава Сенаторз        | 1:3      |

## 2009. NHL Premiere
| Дата        | Город                | Клуб              | Клуб              | Счёт    |
| ----------- | -------------------- | ----------------- | ----------------- | ------- |
| 28 сентября | Тампере, Финляндия   | Флорида Пантерз   | Таппара           | 2:3 (Б) |
| 28 сентября | Цюрих, Швейцария     | Чикаго Блэкхокс   | Давос             | 9:2     |
| 29 сентября | Линчёпинг, Швеция    | Сент-Луис Блюз    | Линчёпинг         | 6:0     |
| 29 сентября | Цюрих, Швейцария     | Чикаго Блэкхокс   | Цюрих Лайонс      | 1:2     |
| 30 сентября | Хельсинки, Финляндия | Флорида Пантерз   | Йокерит           | 4:2     |
| 30 сентября | Карлстад, Швеция     | Детройт Ред Уингз | Ферьестад         | 6:2     |
| 2 октября   | Хельсинки, Финляндия | Флорида Пантерз   | Чикаго Блэкхокс   | 4:3 (Б) |
| 2 октября   | Стокгольм, Швеция    | Сент-Луис Блюз    | Детройт Ред Уингз | 4:3     |
| 3 октября   | Хельсинки, Финляндия | Чикаго Блэкхокс   | Флорида Пантерз   | 4:0     |
| 3 октября   | Стокгольм, Швеция    | Детройт Ред Уингз | Сент-Луис Блюз    | 3:5     |

## 2010. NHL Premiere
| Дата       | Город                   | Клуб                 | Клуб                     | Счёт     |
| ---------- | ----------------------- | -------------------- | ------------------------ | -------- |
| 2 октября  | Мангейм, Германия       | Сан-Хосе Шаркс       | Адлер Мангейм            | 3:2 (Б)  |
| 2 октября  | Белфаст, Великобритания | Бостон Брюинз        | Белфаст Джайентс Селектс | 5:1      |
| 4 октября  | Санкт-Петербург, Россия | Каролина Харрикейнз  | СКА                      | 3:5      |
| 4 октября  | Тампере, Финляндия      | Миннесота Уайлд      | Ильвес                   | 5:1      |
| 5 октября  | Либерец, Чехия          | Бостон Брюинз        | Били Тигржи              | 7:1      |
| 5 октября  | Мальмё, Швеция          | Коламбус Блю Джекетс | Мальмё Редхокс           | 4:1      |
| 6 октября  | Рига, Латвия            | Финикс Койотис       | Динамо Рига              | 3:1      |
| 7 октября  | Хельсинки, Финляндия    | Каролина Харрикейнз  | Миннесота Уайлд          | 4:3      |
| 8 октября  | Хельсинки, Финляндия    | Миннесота Уайлд      | Каролина Харрикейнз      | 1:2 (Б)  |
| 8 октября  | Стокгольм, Швеция       | Сан-Хосе Шаркс       | Коламбус Блю Джекетс     | 3:2      |
| 9 октября  | Прага, Чехия            | Финикс Койотис       | Бостон Брюинз            | 5:2      |
| 9 октября  | Стокгольм, Швеция       | Коламбус Блю Джекетс | Сан-Хосе Шаркс           | 3:2 (ОТ) |
| 10 октября | Прага, Чехия            | Бостон Брюинз        | Финикс Койотис           | 3:0      |

## 2011. NHL Premiere
| Дата        | Город                | Клуб               | Клуб               | Счёт     |
| ----------- | -------------------- | ------------------ | ------------------ | -------- |
| 29 сентября | Прага, Чехия         | Нью-Йорк Рейнджерс | Спарта Прага       | 2:0      |
| 30 сентября | Готенбург, Швеция    | Нью-Йорк Рейнджерс | Фрёлунда           | 4:2      |
| 2 октября   | Братислава, Словакия | Нью-Йорк Рейнджерс | Слован Братислава  | 4:1      |
| 3 октября   | Цуг, Швейцария       | Нью-Йорк Рейнджерс | Цуг                | 4:8      |
| 4 октября   | Хельсинки, Финляндия | Анахайм Дакс       | Йокерит            | 4:3 (ОТ) |
| 4 октября   | Гамбург, Германия    | Лос-Анджелес Кингз | Гамбург Фризерс    | 5:4      |
| 4 октября   | Мангейм, Германия    | Баффало Сейбрз     | Адлер Мангейм      | 8:3      |
| 7 октября   | Хельсинки, Финляндия | Анахайм Дакс       | Баффало Сейбрз     | 1:4      |
| 7 октября   | Стокгольм, Швеция    | Нью-Йорк Рейнджерс | Лос-Анджелес Кингз | 2:3 (ОТ) |
| 8 октября   | Стокгольм, Швеция    | Нью-Йорк Рейнджерс | Анахайм Дакс       | 1:2 (Б)  |
| 8 октября   | Берлин, Германия     | Лос-Анджелес Кингз | Баффало Сейбрз     | 2:4      |

## 2017. NHL China Games и NHL Global Series

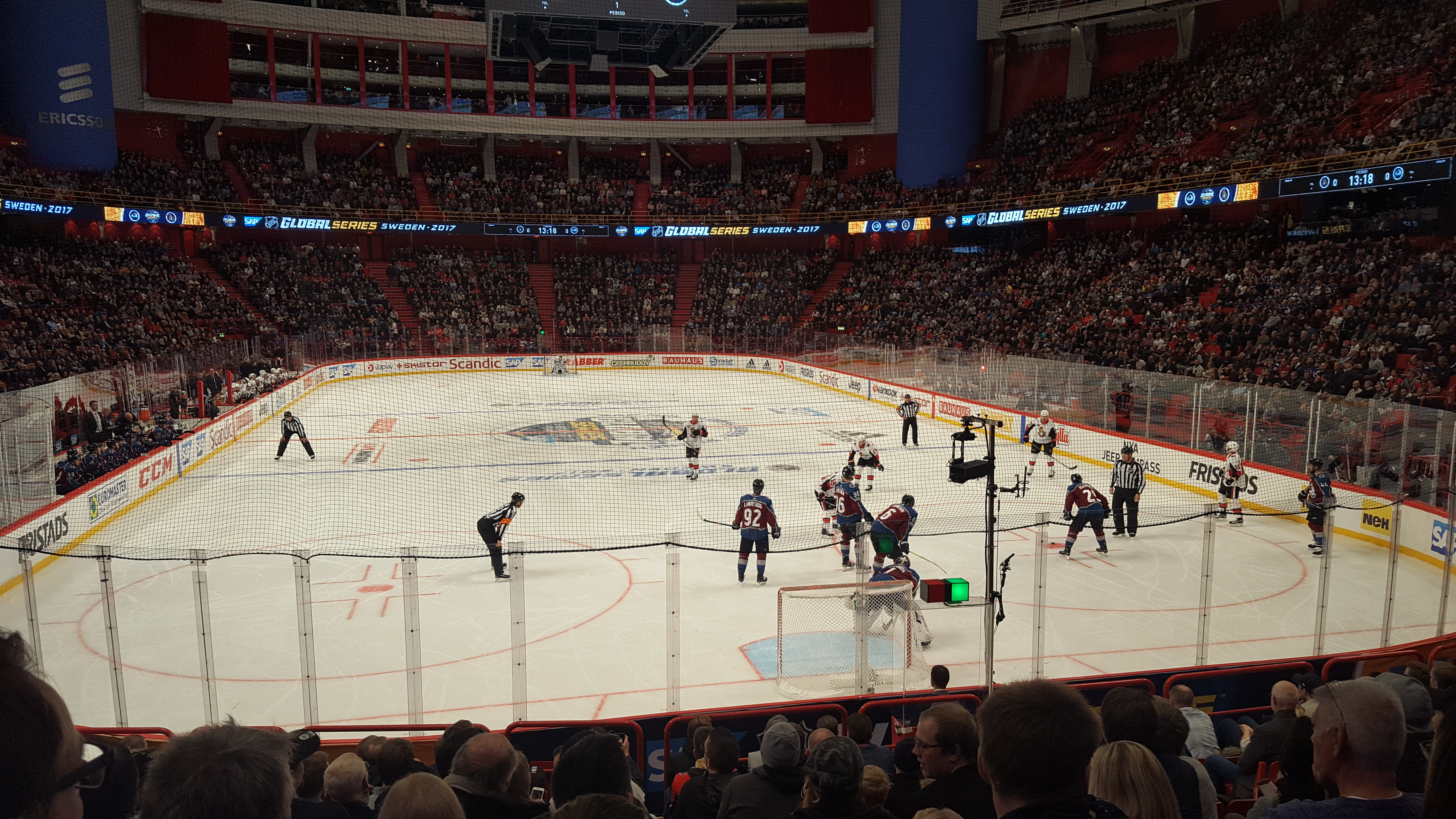
Матч «Глобальной серии 2017» в Стокгольме, между «Колорадо» и «Оттавой»

21 и 23 сентября 2017 года клубы «Ванкувер Кэнакс» и «Лос-Анджелес Кингз» провели между собой два предсезонных матча в Шанхае и Пекине, которые стали первыми матчами клубов НХЛ в Китае. 10 и 11 ноября, спустя 6 лет НХЛ снова провела матчи регулярного чемпионата в Европе.
| Дата        | Город             | Клуб               | Клуб               | Счёт     |
| ----------- | ----------------- | ------------------ | ------------------ | -------- |
| 21 сентября | Шанхай, КНР       | Ванкувер Кэнакс    | Лос-Анджелес Кингз | 2:5      |
| 23 сентября | Пекин, КНР        | Лос-Анджелес Кингз | Ванкувер Кэнакс    | 4:3 (Б)  |
| 10 ноября   | Стокгольм, Швеция | Оттава Сенаторз    | Колорадо Эвеланш   | 4:3 (ОТ) |
| 11 ноября   | Стокгольм, Швеция | Колорадо Эвеланш   | Оттава Сенаторз    | 3:4      |

## 2018. NHL China Games и NHL Global Series
В 2018 году предсезонные матчи в Китае провели «Бостон Брюинз» и «Калгари Флэймз». «Нью-Джерси Девилз» и «Эдмонтон Ойлерз» в рамках подготовки к «Глобальной серии 2018» провели по одному выставочному матчу с европейскими командами. 1 октября «Девилз» сыграли в Берне с одноимённым клубом, а «Ойлерз» 3 октября провели матч против «Кёльнер Хайе» в Кёльне.
| Дата        | Город                | Клуб              | Клуб              | Счёт     |
| ----------- | -------------------- | ----------------- | ----------------- | -------- |
| 15 сентября | Шэньчжэнь, КНР       | Бостон Брюинз     | Калгари Флэймз    | 4:3 (Б)  |
| 19 сентября | Пекин, КНР           | Калгари Флэймз    | Бостон Брюинз     | 1:3      |
| 1 октября   | Берн, Швейцария      | Нью-Джерси Девилз | Берн              | 3:2 (ОТ) |
| 3 октября   | Кёльн, Германия      | Эдмонтон Ойлерз   | Кёльнер Хайе      | 4:3 (ОТ) |
| 6 октября   | Гётеборг, Швеция     | Эдмонтон Ойлерз   | Нью-Джерси Девилз | 2:5      |
| 1 ноября    | Хельсинки, Финляндия | Флорида Пантерз   | Виннипег Джетс    | 2:4      |
| 2 ноября    | Хельсинки, Финляндия | Виннипег Джетс    | Флорида Пантерз   | 2:4      |

## 2019. NHL Global Series
«Чикаго Блэкхокс» и «Филадельфия Флайерз» в рамках подготовки к «Глобальной серии 2019» провели по одному выставочному матчу с европейскими командами. 29 сентября «Блэкхокс» сыграли в Берлине с «Айсберен Берлин», а «Флайерз» 30 сентября провели матч в Лозанне с одноимённым клубом.
| Дата        | Город              | Клуб                | Клуб                | Счёт |
| ----------- | ------------------ | ------------------- | ------------------- | ---- |
| 29 сентября | Берлин, Германия   | Чикаго Блэкхокс     | Айсберен Берлин     | 3:1  |
| 30 сентября | Лозанна, Швейцария | Филадельфия Флайерз | Лозанна             | 3:4  |
| 4 октября   | Прага, Чехия       | Чикаго Блэкхокс     | Филадельфия Флайерз | 3:4  |
| 8 ноября    | Стокгольм, Швеция  | Баффало Сейбрз      | Тампа-Бэй Лайтнинг  | 2:3  |
| 9 ноября    | Стокгольм, Швеция  | Тампа-Бэй Лайтнинг  | Баффало Сейбрз      | 5:3  |

## 2022. NHL Global Series
В октябре 2022 года в рамках подготовки к «Глобальной серии» «Сан-Хосе Шаркс» провёл предсезонный матч с «Айсберен Берлин», «Нэшвилл Предаторз» с «Берном».
| Дата      | Город              | Клуб                 | Клуб                 | Счёт |
| --------- | ------------------ | -------------------- | -------------------- | ---- |
| 3 октября | Берн, Швейцария    | Нэшвилл Предаторз    | Берн                 | 4:3  |
| 4 октября | Берлин, Германия   | Сан-Хосе Шаркс       | Айсберен Берлин      | 3:1  |
| 7 октября | Прага, Чехия       | Сан-Хосе Шаркс       | Нэшвилл Предаторз    | 1:4  |
| 8 октября | Прага, Чехия       | Нэшвилл Предаторз    | Сан-Хосе Шаркс       | 3:2  |
| 4 ноября  | Тампере, Финляндия | Колорадо Эвеланш     | Коламбус Блю Джекетс | 6:3  |
| 5 ноября  | Тампере, Финляндия | Коламбус Блю Джекетс | Колорадо Эвеланш     | 1:5  |

## 2023. NHL Global Series
23 и 24 сентября 2023 года «Лос-Анджелес Кингз» и «Аризона Койтоис» проведут между собой два предсезонных матча в Мельбурне, на арене Рода Лейвера.